# Honda P2

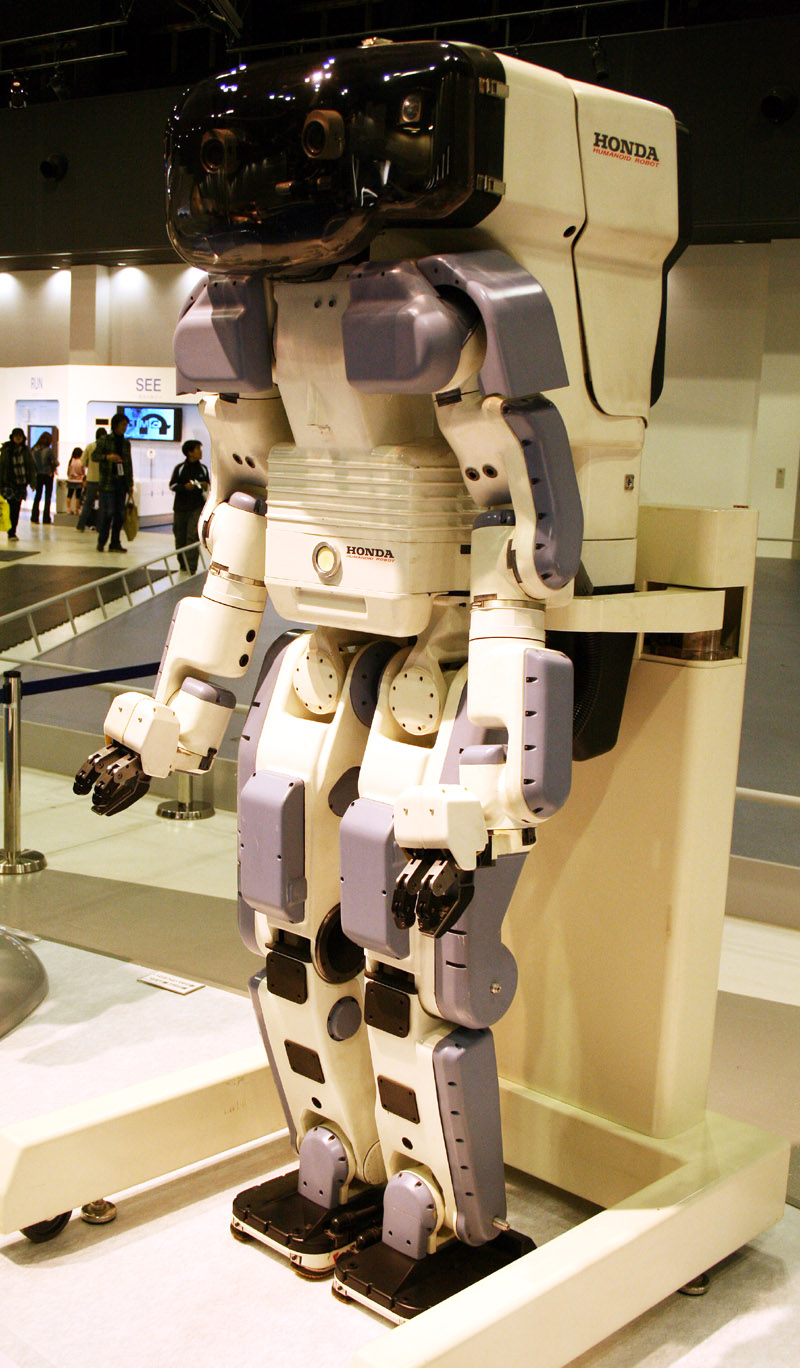
Honda P2

P2 je humanoidní robot vytvořený společností Honda. Oficiální debutoval v prosinci 1996. Je následovníkem robota P1 a předchůdcem robota P3.

## Základní parametry
- Rozměry: 182 × 75,8 × 60 cm
- Hmotnost: 210 kg
- Maximální rychlost pohybu: 2,0 km/ h
- Doba funkčnosti: 25 min
- Napájení: Ni-Zn baterie, 136 V. 7 Ah

## Stupně volnosti (DOF)
- Dolní končetina: 6 DOF
- Horní končetina: 7 DOF
- Ruka: 2 DOF